# Peter Ursinus
Peter Ursinus (* 1946 in Berlin; † 2012 in Lüneburg) war ein deutscher Fotograf.
Ursinus wurde 1946 als Sohn des Uhrmachers Günter Ursinus in Berlin geboren. Der mehrere Generationen zurückreichenden Familientradition zunächst folgend absolvierte er eine Lehre als Uhrmacher, übte diesen Beruf jedoch nicht aus. Stattdessen verlegte er sich auf die Fotografie, schon seit der Kindheit ein Hobby von Ursinus. 
Von 1967 bis 1969 hielt er sich in London auf, wo er Zugang zur künstlerischen Alternativszene fand und seine Fotos 1968 im legendären Arts Lab, damals ein Zentrum der Londoner Gegenkultur, zeigen konnte. Zurück in Berlin verfolgte Ursinus seine fotografische Karriere ab 1970 sehr konsequent. Eine Reihe von Ausstellungen ist dokumentiert. Gefördert wurde er von Elise Tilse, Leiterin des Kunstamts Kreuzberg, die ihm Ausstellungsmöglichkeiten eröffnete, Aufträge für Fotografien erteilte und ihn für verschiedene Tätigkeiten im Kunstamt Kreuzberg als freiberuflichen Mitarbeiter beschäftigte.
Anfang der 1970er Jahre hatte er erste Erfolge als künstlerischer Fotograf und wurde in der Presse sehr positiv besprochen: „Ursinus hat den Blick für das Kreuzberger Milieu, für die verwitterten Gesichter der Rentner, für die Lausbuben-Pfiffigkeit der Straßengören, für die abblätternden Fassaden, hinter denen es sich schlecht wohnt, die aber im Verfall viel graue Poesie absondern. Ursinus ist ein fotografierender Chronist des alten, des pittoresken Berlin, das allmählich von den neuen Wohnvierteln überwuchert wird. Seine Photos haben Poesie und zugleich die Beweiskraft von Dokumenten“.
Dennoch verliert sich etwa Mitte der 1970er Jahre seine Spur. Offenbar verhinderten psychische Probleme die konsequente Umsetzung seiner künstlerischen Pläne. Spätestens 1978 lebte er in Deutsch Evern bei Lüneburg, in unmittelbarer Nähe der Psychiatrischen Klinik Häcklingen, in der er um 1980/81 auch wohnte. Zwischen 1982 und 1989 war Ursinus unter der Adresse Sülztorstraße 2 in Lüneburg gemeldet. Im Rahmen der beruflichen Rehabilitationsmaßnahmen der Klinik arbeitete er seitdem als Fahrradmechaniker im „Laden 25“, in dem Fahrräder repariert und Möbel aufgearbeitet wurden.
In den 1980er Jahren war Ursinus weiterhin auch als Fotograf tätig, wenngleich diese Aufnahmen nicht mehr ganz an das Niveau der 1970er heranreichen. Im Verlauf der 1990er Jahre scheint er kaum noch fotografiert zu haben, zuletzt gar nicht mehr. Von 1990 bis zu seinem Tod 2012 wohnte er in der Spangenbergstraße 11 in Lüneburg.

## Fotografisches Werk
Das fotografische Werk von Peter Ursinus ist aufgrund seiner von Brüchen gekennzeichneten Biografie klein, aber von großer Intensität und inhaltlicher Tiefe. 
Ursinus verfügte über professionelle Kameratechnik im Kleinbild- und Mittelformat und vergrößerte seine Abzüge selbst. Themengebiete seines Schaffens waren Aktfotografie, Portrait, Architektur, experimentelle Fotografie, Stillleben und vor allem Street Photography.
Bemerkenswert sind seine Fotografien der Londoner Zeit, von denen nur wenige überliefert sind, vor allem aber die Aufnahmen der frühen 1970er Jahre. Stilistisch und thematisch gemahnt seine zeitkritische, radikal subjektive Fotokunst an die desillusionierenden Stadtbilder aus dem Umfeld der „Werkstatt für Photographie“. Der Erfolg und die internationale Ausstrahlung dieser erst 1976 von Michael Schmidt an der Volkshochschule Berlin-Kreuzberg gegründeten Fotoschule blieben Peter Ursinus aufgrund seiner gesundheitlichen Probleme jedoch verwehrt.

## Nachlass
Nach dem Tod von Ursinus gelangte der nicht vollständig erhaltene fotografische Nachlass in Privatbesitz des Lüneburgers Norbert Lau. Lau gelang es, in einem jahrelangen Prozess biografische Informationen über den ihm unbekannten Fotografen zu sammeln, Bildinhalte zuzuordnen und den Bestand zu digitalisieren. Enthalten sind 370 Abzüge, rund 2.800 Kleinbild- und 480 Mittelformat-Negative, 340 Mittelformat-Diapositive und etwa 850 Kleinbild-Diapositive sowie einige wenige Dokumente. Das gesamte Konvolut wurde 2021 an die Deutsche Fotothek übergeben.

## Ausstellungen (Auswahl)
- 1968: Arts Lab, London
- 1970: Galerie Gellhaus, Berlin
- 1971: Kaffeehaus-Galerie Markt, Berlin
- 1972: Freie Berliner Kunstausstellung
- 1972: Peter Ursinus. Berliner Momentaufnahmen und Kreuzberger Ansichten, Treppenhaus-Galerie der Stadtbücherei Kreuzberg am Kottbusser Tor, Berlin, 17. Januar – 3. März 1972
- 1973: Freie Berliner Kunstausstellung, Galerie Tube, Berlin
- 2025: Ursinus. Träumer, Bib-Lounge, SLUB Dresden, 19. März – 25. Juli 2025[2]